# John Houblon
John Houblon, né le 13 mars 1632  et mort le 10 janvier 1712, est un homme d'affaires anglais, issu d'une famille huguenote d'origine hennuyère. 
Il se marie en 1660 avec Mary Jurin, elle aussi issue d'une famille protestante flamande. Fréquentant le temple protestant de Threadneedle Street, il en deviendra ancien. 
En 1693, il obtient, du roi d'Espagne Charles II, le droit de commercer avec les colonies espagnoles en Amérique et de repêcher les trésors des épaves de galions naufragés dans la mer des Caraïbes. En 1695, il est nommé lord-maire de Londres. Dans le même temps, il fut le premier gouverneur de la Banque d'Angleterre (1694).